# Вірівка (станція)
Вірівка — проміжна залізнична станція 5 класу Коростенської дирекції Південно-Західної залізниці лінії Коростень — Житомир. Розміщена у Звягельському районі, біля села Непізнаничі.
Розташована між станціями Яблунець (10 км) та Рихальська (11 км).

## Історія
Станція виникла 1925 року як роз'їзд. Електрифікована разом із усією лінією Коростень — Звягель 2006 року.
Переведена у розряд роздільних пунктів 2007 року.
На станції зупиняються приміські потяги.

## Розклад
- Розклад руху приміських поїздів [Архівовано 4 березня 2016 у Wayback Machine.].